# Tanguy Veys
Tanguy Veys, né le 28 mars 1972 à Gand est un homme politique belge flamand, membre du Vlaams Belang.
Il est diplômé en administration publique.
Après avoir été exclu de Vlaams Belang en février 2018 à cause de sa communication et son style jugés trop agressifs, il lance son propre parti local à Blankenberge pour les élections communales de 2018 : Beter Blankenberge. Il échoue à obtenir un siège et met fin à sa carrière politique.

## Mandats politiques[3]
- 1996 - 2000 : Conseiller communal à Gand ;
- 2000 - 06/07/2010 : Conseiller provincial de Flandre-Orientale ;
- 06/07/10 - 28/04/14 : Député fédéral à la Chambre des représentants de Belgique ;
- 2013 - 2018 : Conseiller communal à la ville de Blankenberge.